# Pédologie (géoscience)
 (septembre 2009).
Cet article concerne l'étude géologique des sols. Pour leur étude en tant qu'habitat naturel des plantes, voir Édaphologie. Pour l'étude psychophysiologique des enfants, voir Pédologie (psychologie).

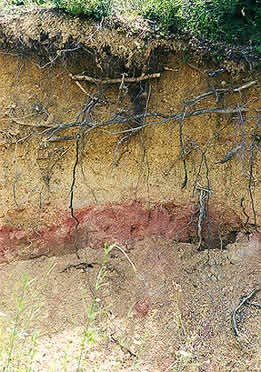
Exemple de profil de sol.

La pédologie (du grec πέδον / pédon, « sol », et λόγος / lógos, « étude ») est une science ayant pour but d’étudier la pédogenèse, c'est-à-dire la formation et l'évolution des sols, notamment au travers de plusieurs taxonomies des sols.
La pédologie examine les constituants de la terre (minéraux, matières organiques), leur agencement (granulométrie, structure, porosité), leurs propriétés physiques (transfert de l'eau et de l'air), leurs propriétés chimiques (rétention des ions, pH) et leurs propriétés biologiques (activité des microorganismes). Elle porte des diagnostics sur les types de sol (classification) et sur leur dynamique (types de genèse : pédogenèse). Elle en déduit des applications (fertilité).

## Histoire
Le sol a été étudié dès l'Antiquité par les Grecs et les Latins, puis par les Andalous au Moyen Âge. La science des sols prit son essor au XVIe siècle avec Bernard Palissy et Olivier de Serres, et se développa au XVIIIe siècle.
C'est le naturaliste Albert Fallou (1794-1877) qui a inventé le terme de pédologie. 
Elle devient un sujet d'étude important au XIXe siècle. La naissance de la pédologie comme science date de 1883 et de la publication  de la thèse Russian Chernozem du géographe russe Vassili Dokoutchaïev. Le sol est désormais considéré comme un corps naturel qu'il faut étudier par lui-même. La pédologie est également abordée par Charles Darwin. Cette science est véritablement introduite en France à partir de 1934.
Au XXe siècle, en Europe, la cartographie pédologique structurée en fonction des différents types de sols prend une autre dimension ; elle est désormais plus largement reconnue et relève de la responsabilité des pouvoirs publics de chaque État. Aujourd’hui, elle est mise en relation avec la protection de l’environnement et des eaux, la fertilisation ciblée (et économe) et la promotion d’une végétation naturelle et adaptée à l’environnement. La cartographie des sols se développe ainsi, avec notamment les cartes de pédopaysages.
L'enjeu de cette science est reconnu lors du Sommet de la Terre de 1992 qui développe la notion de sol comme compartiment de l'écosystème terrestre, à l'interface entre biosphère et lithosphère, qu'il faut protéger.

## Interdisciplinarité
La pédologie est une science interdisciplinaire, qui regroupe les connaissances et les méthodes de différents domaines de spécialité. Il s'y trouve notamment :
- les sciences naturelles fondamentales que sont la physique, la chimie et la biochimie ;
- les sciences du vivant que sont la botanique, la zoologie et la microbiologie du sol ;
- les  sciences de la Terre, en particulier la géologie, la minéralogie, la géographie et l’hydrologie ;
- les sciences forestières et agricoles, parmi lesquelles l’agriculture, la production végétale, la nutrition végétale et la fertilisation, la sylviculture et le génie agricole ;
- les systèmes d’information géographique ainsi que les méthodes de télédétection agriculturales et géologiques jouent également un rôle croissant dans le cadre du processus moderne d’évaluation et d’analyse.

Les connaissances de la pédologie revêtent une importance fondamentale pour l’écologie, l’agriculture et la sylviculture. Ces dernières portent sur l’étude de la terre arable, sur laquelle repose la survie de l’Homme depuis les débuts de l’agriculture au néolithique.
À partir de la classification traditionnelle des sols, la sylviculture a vu émerger une conception du sol en tant que géoécosystème. Les prévisions concernant les répercussions des émissions anthropiques sur les biocomposants des sols ont été confirmées par des analyses à long terme.
Dans le cadre des sciences des matériaux, la pédologie fournit également des bases en mécanique et en comportement des sols ainsi qu’en hydrométrie pour la géotechnique et la statique des bâtiments, utilisées dans la construction de fondations.

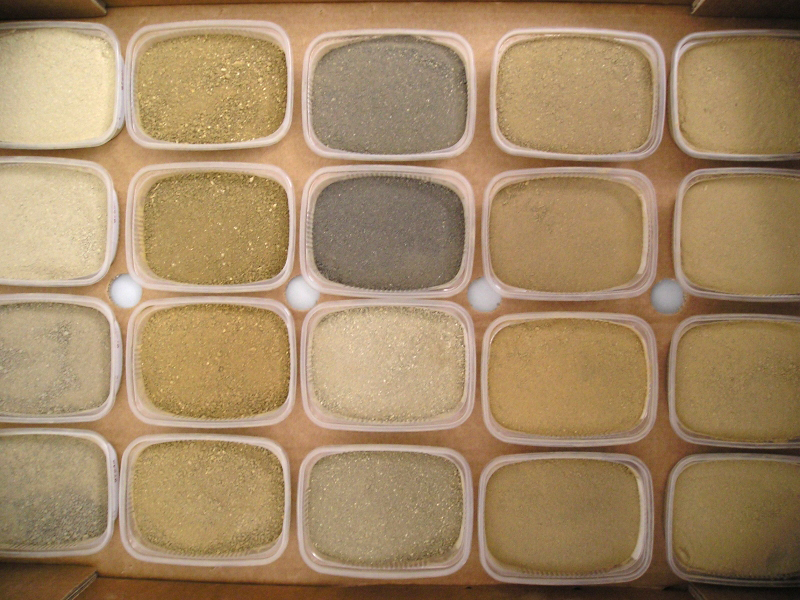
Différents échantillons de terre.

## Applications
La pédologie trouve des applications dans l'agriculture, l'horticulture, la sylviculture. Ses enjeux concernent aussi la connaissance et la maîtrise des risques dans les domaines aussi variés que l'hydrologie (rétention de l'eau par le sol), la pollution (filtration naturelle, conservation et gestion de l'eau), dans l'archéologie (conservation d'archives végétales, animales, restes d'industries humaines), dans la construction (de par le monde, les maisons sont très souvent en terre), dans l'industrie minière (le sol est le résidu de la roche sous-jacente et concentre certains éléments, l'or par exemple).
En donnant, par la cartographie (pédopaysages), une image de la répartition des sols, la discipline intéresse encore la géographie, l'écologie du paysage et même la climatologie (échange d'eau avec l'atmosphère), enfin le changement climatique (échange de carbone entre le sol et l'atmosphère via le CO2).

### Protection de l’environnement
La protection des sols renvoie à la préservation durable des fonctionnalités du sol, qui doivent être avant tout préservées ou rétablies suivant un « code de bonnes pratiques » (cf. Directive cadre pour la protection des sols). Ainsi, il faut éviter autant que possible les altérations néfastes du sol ou, le cas échéant, corriger une éventuelle nuisance persistante. Outre l'altération mécanique due au compactage des sols, on prend également en compte la contamination chimique liée aux activités anthropiques (dépôt de déchets toxiques, émissions industrielles, activité agricole, etc.). L’activité humaine sollicite trop fortement le sol, ce qui conduit à des dégradations que l’on constate de plus en plus à travers l’érosion des sols (voir également Dust Bowl), l’imperméabilisation des sols ou encore la baisse de fertilité des sols. Lorsque l’on intervient sur les sols, on doit éviter autant que possible de dégrader ses fonctions naturelles ainsi que son rôle en tant que témoin de l’histoire naturelle et culturelle.
En Europe, une nouvelle « stratégie pour les sols » (annoncée en 2021), visant une « neutralité de la dégradation des terres » avant 2030 (c'est l'un des objectifs de développement durable de l'UE).

## Concepts et techniques principaux

### Sols
Les pédologues qualifient de sol ou de terre arable les décimètres supérieurs de la surface de la Terre, généralement très vivants et poreux, où les plantes prennent racine. Les sols se forment à partir de la roche sous-jacente sous l’effet de l’érosion et de l’activité des êtres vivants à la surface de la Terre. La pédologie définit ce terme (selon Winfried Blum, 1986, Hochschule Für Bodenkultur, Vienne) comme étant la couche supérieure, épaisse d’environ un mètre en moyenne, de la surface terrestre caractérisée par les éléments suivants : « De la surface terrestre jusqu’à la roche-mère, les sols sont des couches meubles, perméables, structurées horizontalement, vivantes et réactives qui se renouvèlent à travers la transformation de substances organiques et inorganiques – avec l’apport d’énergie et de substances présentes dans l’atmosphère – et dans lesquelles ces processus de transformation se poursuivent. »

### Profil du sol
Sur une coupe verticale, on observe que le sol est généralement constitué de plusieurs couches horizontales superposées appelées pour cela « horizons ». Ceux-ci se différencient par de nombreux caractères: épaisseur, couleur, teneurs en sables, limons et argile, composition chimique, colonisation par les racines, etc. L'ensemble des horizons constitue un profil de sol. Celui-ci s'étend vers le bas jusqu'à la roche sous-jacente, la roche-mère si elle est bien à l'origine du sol qui la surmonte. Il existe différents types de profils définissant des types de sols. Par exemple : calcosol, podzosol, luvisol. Le classement intervient en utilisant différents systèmes connus au niveau international  comme la World Soil Reference Base (WRB) ou le Référentiel pédologique français (RP).

### Pédogenèse
C'est la science de l'évolution des sols. Dokoutchaiev a démontré que le sol est le résultat de l'action du climat sur les roches, mais la topographie, les agents biologiques (êtres vivants) et la durée modifient les conditions et le degré d'altération. Au fur et à mesure de son évolution, le sol s'approfondit et se différencie en horizons. Souvent, un équilibre relativement stable s'instaure et le sol prend une morphologie caractéristique d'un climat donné. Par exemple : luvisol de la forêt tempérée froide. C'est le « climax ». Cependant, certains sols continuent de se transformer jusqu'à des formes matérialisant un âge avancé et des formes de décrépitude. D'autres sont constamment rajeunis par l'érosion.
Le degré d'évolution d'un sol s'apprécie par l'assemblage des espèces minérales qu'il contient et qui n'existent pas dans la roche sous-jacente. On tient compte aussi de la nature et de l'âge des composés organiques présents.